# 나이토 마사키

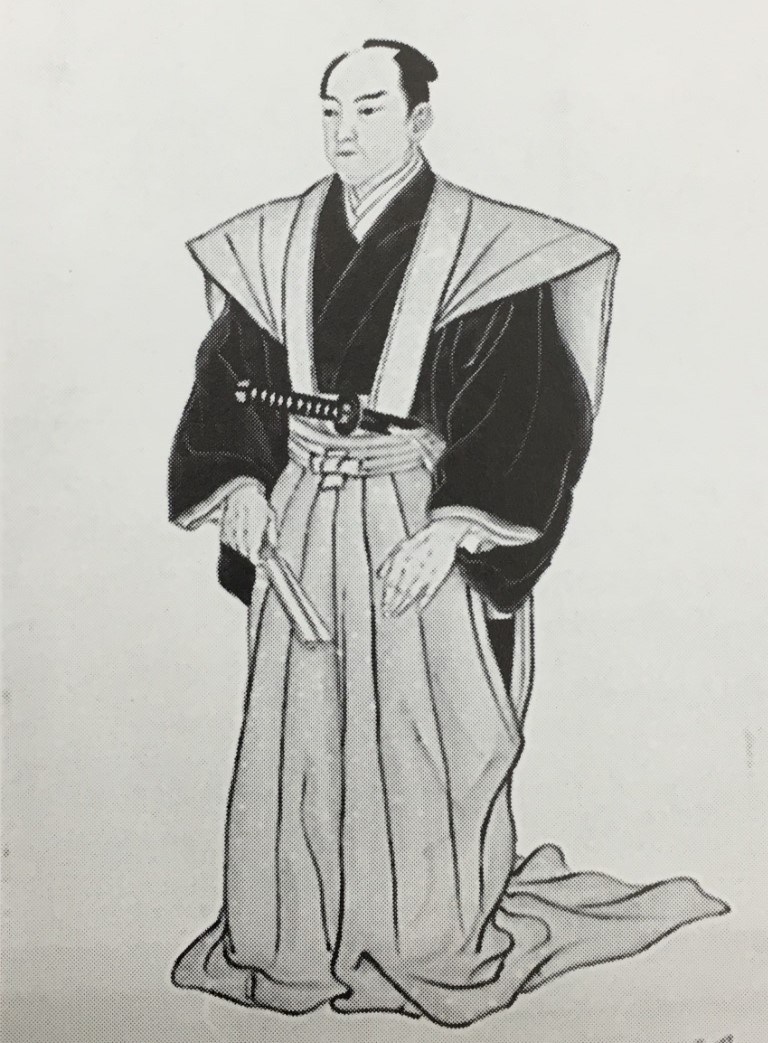
나이토 마사키

나이토 마사키(일본어: 内藤政樹, 1706년 12월 3일 ~ 1766년 10월 27일)는 일본 에도 시대의 다이묘로 이와키 다이라 번의 6대 번주이자 노베오카번의 초대 번주이다. 관위는 종오위하, 빈고노카미이다. 노베오카 번 나이토씨 종가(延岡藩内藤家宗家) 제6대 당주.
호에이 3년 이와키 다이라 번의 3대 번주인 나이토 요시무네의 둘째 아들인 나이토 요시히데의 맏아들로 태어났다. 교호 3년(1718년) 선대 번주인 나이토 요시시게가 22세의 젊은 나이로 후사 없이 사망하자 마사키가 그 뒤를 이었다. 하지만 아직 나이가 어리므로 요시히데가 후견인으로서 번 통치에 관여했다.
이듬해 정월 마쓰가 야카라노스케, 마쓰가 다카오키 부자가 마사키의 번주 취임 축하차 만주를 헌상했다. 하지만 이를 이상하게 여긴 요시히데가 만주를 개에게 먹였더니 개가 바로 죽어버렸다. 마쓰가 부자는 번을 좌지우지하려 했고 종국에는 번주직을 노렸는데 마사키와 그 후견인인 요시히데가 있는 이상 일이 어렵다고 여겨서 마사키를 독이 든 만주로 독살하려 했던 것이다. 분노한 요시히데는 마쓰가 일당을 전원 잡아들였고, 조사 끝에 범인은 마쓰가 다카오키로 밝혀졌다. 다카오키는 감옥에 투옥되어 결국 옥사하였고, 야카라노스케와 그 손자 마쓰가 시게쓰구는 영구 칩거 명령이 내려졌으며, 마쓰가 가문은 단절 처분되었다. 또한 마쓰가 부자의 심복인 시마다 리스케도 처형되는 등 일당에 대해서도 엄벌이 내려졌다. 이로써 엔포 8년(1680년)부터 시작된 고쇼 소동은 종언을 고하게 되었다.
이후 요시히데는 하이쿠에만 전념하였고 마사키가 번주로서 친정을 하게 되었다. 그러나 고쇼 소동으로 인한 혼란과 마쓰가의 악정으로 인한 중세의 부담으로 고통받던 번내 영민들의 불만은 커져갔고, 홍수와 흉작으로 인해 번 재정 상황도 악화되어 갔다. 결국 겐분 3년(1738년) 9월에 겐분 햐쿠쇼잇키라는 대규모 잇키가 발생하기에 이른다. 2만 명이나 되는 사람들이 성 아래로 몰려와 관리들의 저택과 관청을 부수기도 했는데, 마사키는 무력으로 이를 진압하여 백성들의 요구를 물리쳤고, 지도자 26명을 체포하여 그 중 7명을 처형하였다. 이 잇키가 원인이 되어, 마사키는 엔쿄 4년(1747년)에 징벌 차원에서 휴가 노베오카번으로 전봉되었다. 이 전봉은 에도 시대 다이묘들 중에서도 최장거리 전봉 사례였다. 호레키 4년(1754년) 적자인 마사타카가 사망했기 때문에 호레키 6년 양자인 나이토 마사아키에게 번주직을 물려주고 은거하였다. 메이와 3년(1766년)에 61세의 나이로 사망하였다.
| 전임 나이토 요시시게 | 제6대 이와키 다이라 번 (나이토가) 1718년 ~ 1747년 | 후임 이노우에 마사쓰네 |

| 전임 마키노 사다미치 | 제1대 노베오카번 번주 (나이토가) 1747년 ~ 1756년 | 후임 나이토 마사아키 |